# أولاد سيدي موسى (البهالة)
أولاد سيدي موسى هو دُوَّار يقع بجماعة رأس العين الشاوية، إقليم سطات، جهة الدار البيضاء سطات في المملكة المغربية. ينتمي الدوّار لمشيخة البهالة التي تضم 5 دواوير. يقدر عدد سكانه بـ 313 نسمة حسب الإحصاء الرسمي للسكان والسكنى لسنة 2004.

## روابط خارجية
- البوابة الوطنية للجماعات الترابية
- المندوبية السامية للتخطيط